# Nishigō
Nishigō (jap. 西郷村 Nishigō-mura) – wieś w Japonii, na wyspie Honsiu, w prefekturze Fukushima. Według danych na rok 2020 miejscowość zamieszkiwało 20 808 mieszkańców , a gęstość zaludnienia wyniosła 108,3 os./km².